# Mortroux
Mortroux é uma comuna francesa na região administrativa da Nova Aquitânia, no departamento de Creuse. Estende-se por uma área de 13,28 km². Em 2010 a comuna tinha 290 habitantes (densidade: 21,8 hab./km²).